# 王明坤
王明坤（1911年—1988年），四川省巴中县人。中国人民解放军开国少将。

## 生平
6岁进小学读书，13岁因家贫辍学后当过学徒、开过小饭店、当过帮工。1932年红四方面军解放巴中县后在乡苏维埃当文书。随即参加中国工农红军，在红四方面军第12师第36团三营九连当战士，四个月后升任班长。1933年入党。1933年5月在三连任文书。1934年6月营部文书。1935年入红军大学参谋训练班学习，结业后分配到红九军第75团当测绘参谋，参加红军西路军。在永昌城附近战斗中左腿被炸成重伤，送到红四方面军总医院治疗，腿上的弹片未取出就回到红九军司令部任测绘股长。红九军在梨园口突围后部队缩编，下连当兵，伤势恶化不能走路被卫生队收容。红九军最终分散突围，在凉州被马家军捕获，与600多红军羁押在武威。送往西安的路上碰上了发生“西安事变”，和几百名红军战友逃跑，找到了援西军在司令部任参谋。
抗日战争时期，任八路军第一二九师司令部侦察参谋、股长，晋冀豫边游击纵队司令部侦察科长，冀南军区新编第九旅第二十六团参谋长，冀南军区第一军分区司令部参谋长。
解放战争时期，晋冀鲁豫第二纵队六旅参谋长，冀南军区第八军分区参谋长，晋冀鲁豫第十纵队第二十九旅参谋长，桐柏军区汉南军分区副司令员兼参谋长。
1949年后，湖北军区襄樊军分区司令员。1952年进入南京军事学院学习，结业后留校任军事科学研究部研究员、研究室副主任。1954年10月到朝鲜任中国人民志愿军参谋学校校长，后兼学校政委、志愿军第一军副军长兼参谋长。回国后，任第21军副军长，陕西省军区副司令员。1967年3月9日，任“西安驻军支援无产阶级革命派统一指挥部”成员。
1955年被授予中国人民解放军少将。获二级八一勋章、二级独立自由勋章、二级解放勋章。1988年，获一级红星功勋荣誉章。